# 雷希林
雷希林（德語：Rechlin）是德国梅克伦堡-前波美拉尼亚州的市镇，隶属于梅克伦堡湖区县。总面积为77.69平方千米，截至2023年12月31日总人口为2,041人。